# Русіян Михайло Тимофійович
Михайло Тимофійович Русіян (Русіянов) (16 листопада 1876, с. Орлине (до 1945 р. — Байдар), АР Крим, Бахчисарайський район — † ?) — полковник Армії УНР.

## Життєпис

### У російській армії
Народився у с. Байдар Таврійської губернії. Закінчив Петровський Полтавський кадетський корпус (1894), 2-ге Костянтинівське військове училище (1896), вийшов підпоручиком до 1-ї гарматної бригади. 17 березня 1905 р. з дивізіоном своєї бригади влився на поповнення до 10-ї Східно-Сибірської стрілецької артилерійської бригади, що брала участь у Російсько-японській війні. З 25 грудня 1906 р. — молодший офіцер 31-ї артилерійської бригади (Білгород). З 24 серпня 1910 р. — начальник 4-го Сибірського гірського артилерійського парку. З 4 березня 1911 р. — командир батареї у 4-й Сибірській стрілецькій артилерійській бригаді. З 30 червня 1913 р. — начальник відділу ручної зброї Іркутського артилерійського складу. З 1 грудня 1914 р. — начальник 2-го бойового відділу Ковненської фортеці. З 23 грудня 1914 р. — начальник 3-го артилерійського дивізіону Брест-Литовської важкої артилерії. З 18 лютого 1915 р. — начальник господарчої частини 2-го Брест-Литовського окремого важкого артилерійського дивізіону. З 19 травня 1915 р. — командир 2-ї батареї 127-ї артилерійської бригади. З 22 серпня 1916 р. — підполковник.
З 20 травня 1917 р. — командир 1-го дивізіону 127-ї артилерійської бригади, закінчив Офіцерську артилерійську школу (1917). Останнє звання у російській армії — полковник.

### В Армії УНР
З 8 січня 1918 р. — інспектор артилерії українізованого 5-го Кавказького корпусу. З 23 травня 1918 р. — начальник 123-ї артилерійської бригади Армії Української Держави. З 10 жовтня 1918 р. — командир 44-го легкого гарматного полку Армії Української Держави.
З 10 грудня 1918 р. — помічник командира 15-го важкого гарматного полку військ Директорії. З січня 1919 р. — інспектор артилерії Катеринославського Коша Дієвої армії УНР. З середини квітня 1919 р. — командир Холмської артилерійської бригади Дієвої армії УНР. З 27 травня 1919 р. — референт з артилерійських справ 2-го товариша військового міністра УНР та начальник управління постачання Головного артилерійського управління УНР. З 19 березня 1920 р. — начальник Артилерійської управи Військового міністерства УНР. З 6 червня 1920 р. — в. о. начальника головної управи постачання Військового міністерства УНР. Незабаром за фінансові зловживання був засуджений до арештантських рот, однак покарання не відбував.
З вересня 1920 р. перебував у Бухаресті при Надзвичайній Українській місії в Румунії; у грудні доправив до Тарнова (Польща) пакет із таємними документами особисто для Симона Петлюри, після чого виїхав до Ченстохова, очікуючи на нові розпорядження керівництва, проте через відсутність останніх перебрався до Тернополя.

### Життя в Почаєві
На початку 1921 р. переїхав до Почаєва, де відкрив церковну крамницю. Підтримував тісні зв'язки з полковником Миколою Омелюсиком та генерал-хорунжим Іваном Омеляновичем-Павленком, які неодноразово відвідували Почаїв. У липні 1923 р. отримав від Волинської духовної консисторії розлучення з другою дружиною Леонілою Дашкевич і став послушником Почаївської лаври. У лютому 1924 р. прийняв чернечий постриг з ім'ям Магістріан.
У 1924—1929 рр. керував справами духовного собору (вищого адміністративного органу) монастиря, у 1929—1935 рр. виконував обов'язки бухгалтера обителі, у 1935—1940 рр. завідував готелем.
23 березня 1940 р. був заарештований співробітниками Почаївського районного відділу НКВС за підозрою в «антирадянській агітації», ув'язнений у Кременецькій в'язниці; за відсутністю складу злочину звільнений з-під варти 28 серпня.
Подальша доля, дата смерті та місце поховання невідомі.
17 січня 2002 р. реабілітований прокуратурою Тернопільської області.